# Mitsubishi SpaceJet
Il Mitsubishi SpaceJet, precedentemente conosciuto come Mitsubishi Regional Jet (MRJ), era il progetto per un aereo di linea regionale, biturbina monoplano ad ala bassa, da 70-96 posti, sviluppato dall'azienda aeronautica giapponese Mitsubishi Aircraft Corporation, nata dalla collaborazione tra le industrie Mitsubishi Heavy Industries e Toyota Motor Corporation. Il 6 febbraio 2023 è stato annunciato l'abbandono del progetto dopo che lo sviluppo era stato sospeso nel 2020 a causa di continui ritardi nello sviluppo e nella certificazione.

## Storia del progetto
Il MRJ è il primo aereo commerciale a montare due motori Pratt & Whitney PW1217G. Un mockup a grandezza reale è stato presentato al 47º Paris Air Show nel giugno 2007 quando la società produttrice ha deciso di offrire formalmente l'aereo per la vendita ai potenziali clienti prevedendone l'inizio della produzione nel 2012. La versione definitiva del MRJ avrebbe dovuto fare maggior uso di alluminio rispetto a quanto previsto nel prototipo iniziale, dove si era progettato di adottare compositi in fibra di carbonio in molti componenti strutturali, tra cui ali e cassone alare.
Il 15 settembre 2010, Mitsubishi Aircraft Corporation ha annunciato di aver concluso la fase di progettazione e di voler procedere con il processo di produzione..
Il primo volo, inizialmente ipotizzato nel secondo trimestre del 2012, con la previsione delle prime consegne nel primo trimestre del 2014, si è svolto in realtà tre anni più tardi, l'11 novembre 2015, presso il campo di volo della Mitsubishi a Nagoya; le prime consegne erano previste per il 2020. La riorganizzazione dei cablaggi in cabina ha causato un ulteriore ritardo nelle consegne, previste non prima di marzo 2021.

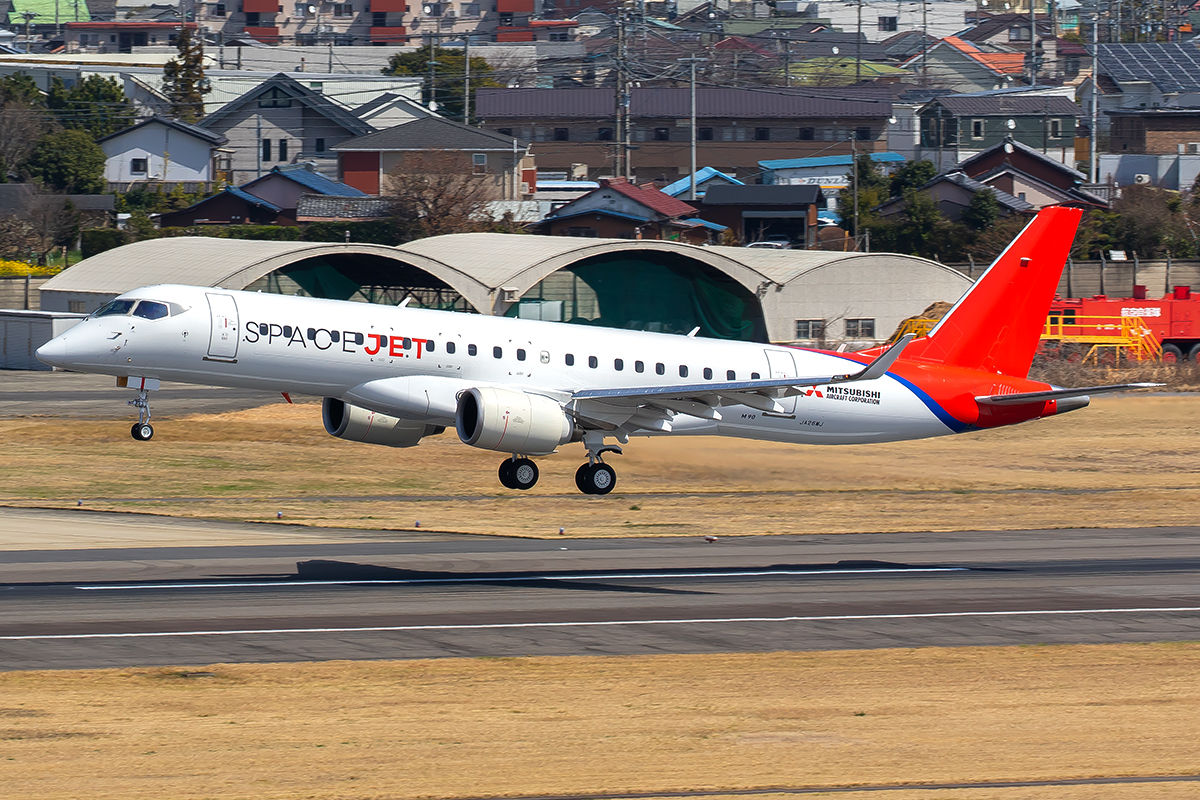
Il sesto prototipo in volo presso l’aeroporto di Nagoya

A giugno 2019 il progetto è stato rinominato in Mitsubishi SpaceJet, l'MRJ90 è stato denominato M90, la versione MRJ70 è stata abbandonata e sostituita dalla versione M100, realizzata appositamente per soddisfare le specifiche del mercato delle compagnie regionali degli Stati Uniti. A causa della pandemia di COVID-19 Mitsubishi ha dimezzato il budget per l'anno fiscale 31 marzo 2020-30 marzo 2021 e ha affermato di volere rivedere lo sviluppo della versione M100 per focalizzarsi sulla messa in servizio degli M90. Contestualmente tutte le attività di volo che venivano svolte all'estero sono state trasferite a Nagoya. Nell'ottobre 2020 Mitsubishi ha annunciato un'ulteriore riduzione del budget e l'interruzione temporanea di tutte le attività legate allo SpaceJet ad eccezione di quelle correlate alla documentazione per la certificazione. In aprile 2021 Mitsubishi Aircraft Corporation ha licenziato il 95% dei suoi lavoratori, mantenendo in organico 150 persone, mentre il bilancio è stato ulteriormente ridotto, passando dai 370 miliardi di yen del 2018 a 20 miliardi per l'anno fiscale 31 marzo 2021-30 marzo 2022.
Il 6 febbraio 2023 MHI ha annunciato di avere definitivamente cancellato il programma SpaceJet e ha annunciato che Mitsubishi Aircraft Corporation verrà sciolta. In totale sono stati prodotti 7 prototipi di M90 e 4 iron bird, 2 M70 e 2 M90.

## Varianti
In origine erano previste quattro versioni sulla base di due diverse lunghezze delle fusoliere. Il MRJ70 avrebbe dovuto avere una capacità di 70 passeggeri e il MRJ90 di 86-96 passeggeri. 
Il 9 marzo 2011 Mitsubishi ha dichiarato che la progettazione di una variante da 100 posti, chiamata inizialmente MRJ100X, sarebbe iniziata solamente con la conclusione dei lavori sulle versioni a capacità minore (MRJ70 e MRJ90). In seguito al rebrand del 2019 questa versione è stata denominata M200.
Il MRJ70 è stato cancellato nel 2019 e in sua sostituzione è stata annunciata la versione M100, versione di lunghezza intermedia tra il MRJ70 e il M90 da 76-84 posti con peso massimo al decollo e autonomia ridotti per soddisfare le esigenze del mercato americano.

## Dati tecnici
| Versione                     | M90                                | M100                                    |
| ---------------------------- | ---------------------------------- | --------------------------------------- |
| Passeggeri                   | 88 in classe singola               | 84 in classe singola 76 (in tre classi) |
| Capacità cargo               | 18,2 m³                            | 13,6 m³                                 |
| Lunghezza                    | 35,8m                              | 34,5 m                                  |
| Apertura alare               | 29,2 m                             | 27,8 m                                  |
| Altezza                      | 10,4 m                             | 10,3 m                                  |
| Peso massimo al decollo      | 42,8 t                             | 42,0 t / 39,0 t                         |
| Peso massimo all'atterraggio | 38,0 t                             | 36,2 t                                  |
| Motori                       | 2 turbofan Pratt & Whitney PW1217G | 2 turbofan Pratt & Whitney PW1217G      |
| Spinta                       | 78,2 kN ciascuno                   | 78,2 kN ciascuno                        |
| Autonomia                    | 3 770 km                           | 3 540 km                                |
| Massimo Mach operativo       | 0.78                               | 0.78                                    |
| Quota di tangenza            | 11 900 m                           | 11 900 m                                |

## Ordini

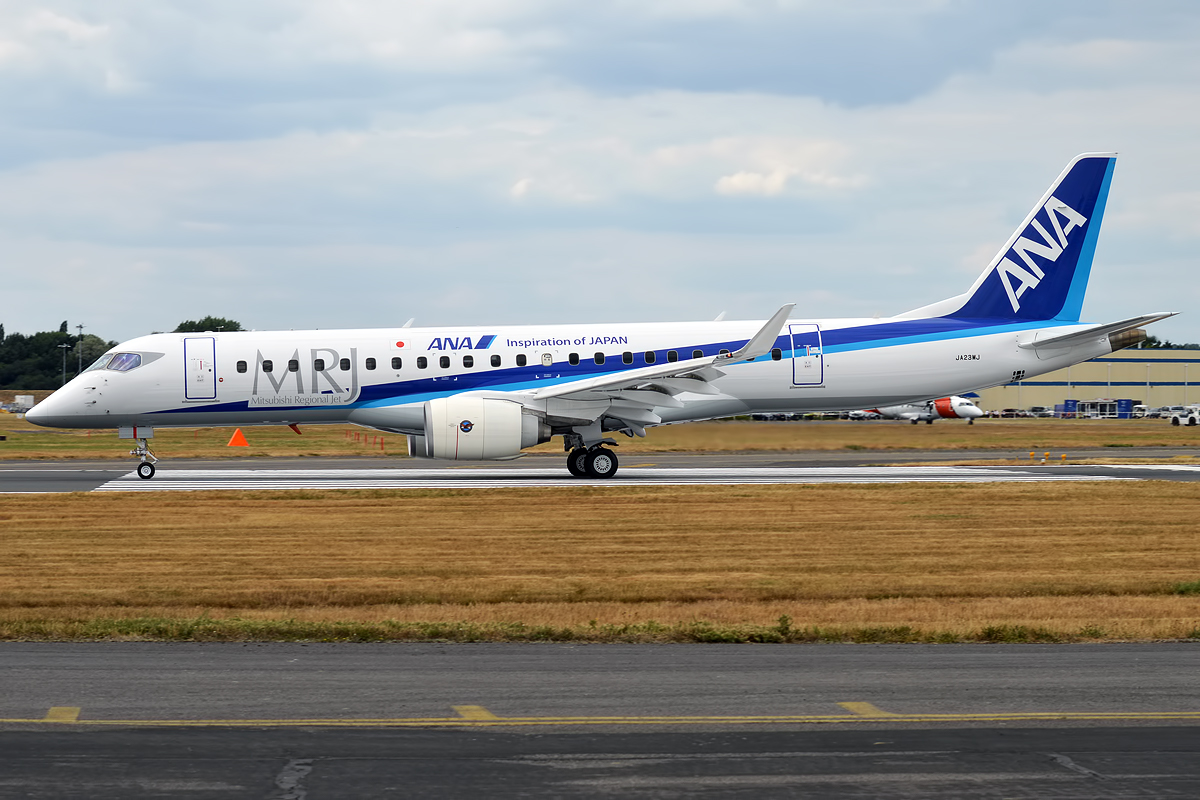
Il terzo prototipo in livrea ANA Wings alla Mostra internazionale e esposizione di volo di Farnborough del 2018

Prima della cessazione del progetto i seguenti ordini sono stati cancellati:

## Modelli comparabili
- Antonov An-148
- ACAC ARJ21
- Boeing 717
- Bombardier CRJ Series
- Embraer E-Jets
- Sukhoi Superjet 100